# غار آقجلو (۱)
غار آقجلو (۱) مربوط به دوران فرادیرینه‌سنگی است و در شهرستان شیراز، بخش زرقان، بخش زرقان، دهستان رحمت آباد، ۱/۵ کیلومتری شمال غرب روستای اقجلو واقع شده و این اثر در تاریخ ۳۰ بهمن ۱۳۸۶ با شمارهٔ ثبت ۲۰۹۹۳ به‌عنوان یکی از آثار ملی ایران به ثبت رسیده است.